# فيديريكو سانسونيتي
فيديريكو سانسونيتي (بالإسبانية: Federico Sansonetti)‏ مواليد 6 نوفمبر 1986 في مونتفيدو، هو لاعب كرة مضرب أوروغوياني يلعب باليد اليمنى ويحتل حالياً المرتبة رقم. 853 (6 سبتمبر 2010) في تصنيف رابطة محترفي كرة المضرب. أعلى تصنيف له في الفردي كان المركز الـ 525 في سنة 2009.

## روابط خارجية
- فيديريكو سانسونيتي على موقع رابطة محترفي التنس (الإنجليزية)
- فيديريكو سانسونيتي على موقع الاتحاد الدولي لكرة المضرب (الإنجليزية)
- فيديريكو سانسونيتي على موقع كأس ديفيز (الإنجليزية)
- فيديريكو سانسونيتي على موقع خلاصة التنس.كوم (الإنجليزية)